# Saison 2023-2024 de la LHOu
Saison précédente Saison suivante
La saison 2023-2024 est la 58e saison de hockey sur glace de la Ligue de hockey de l'Ouest.  La saison régulière voit vingt-deux équipes jouer soixante-huit matchs chacune. La saison régulière débute le 22 septembre 2023 et se termine 24 mars 2024 pour laisser place aux séries éliminatoires.

## Participants
| Équipe                   | Ville         | Patinoire                        | Capacité         |
| ------------------------ | ------------- | -------------------------------- | ---------------- |
| Wheat Kings de Brandon   | Brandon       | Westoba Place                    | 5 927            |
| Hitmen de Calgary        | Calgary       | Scotiabank Saddledome            | 19 289           |
| Oil Kings d'Edmonton     | Edmonton      | Rogers Place                     | 18 347           |
| Silvertips d'Everett     | Everett       | Angel of the Winds Arena         | 8 149            |
| Blazers de Kamloops      | Kamloops      | Sandman Centre                   | 5 464            |
| Rockets de Kelowna       | Kelowna       | Prospera Place                   | 6 886            |
| Hurricanes de Lethbridge | Lethbridge    | ENMAX Centre                     | 5 479            |
| Tigers de Medicine Hat   | Medicine Hat  | Co-op Place                      | 6 500            |
| Warriors de Moose Jaw    | Moose Jaw     | Moose Jaw Events Centre          | 4 714            |
| Winter Hawks de Portland | Portland      | Moda Center et Memorial Coliseum | 18 280 et 10 407 |
| Raiders de Prince Albert | Prince Albert | Art Hauser Centre                | 3 366            |
| Cougars de Prince George | Prince George | CN Centre                        | 5 971            |
| Rebels de Red Deer       | Red Deer      | Peavey Mart Centrium             | 6 706            |
| Pats de Regina           | Regina        | Brandt Centre                    | 6 136            |
| Blades de Saskatoon      | Saskatoon     | SaskTel Centre                   | 15 100           |
| Thunderbirds de Seattle  | Seattle       | ShoWare Center                   | 6 500            |
| Chiefs de Spokane        | Spokane       | Spokane Arena                    | 10 759           |
| Broncos de Swift Current | Swift Current | InnovationPlex                   | 3 239            |
| Americans de Tri-City    | Kennewick     | Toyota Center                    | 6 000            |
| Giants de Vancouver      | Vancouver     | Langley Events Centre            | 5 276            |
| Royals de Victoria       | Victoria      | Save-On-Foods Memorial Centre    | 7 000            |
| Wild de Wenatchee        | Wenatchee     | Town Toyota Center               | 4 300            |

| Wheat Kings Warriors Raiders Pats Blades Broncos |

| Hitmen Oil Kings Hurricanes Tigers Rebels |

| Blazers Rockets Cougars Giants Royals |

| Silvertips Winter Hawks Thunderbirds Chiefs Americans Wild |

## Saison régulière
Le champion de la précédente édition, les Thunderbirds de Seattle, hisse sa banière le 30 septembre 2023 avant une rencontre face aux Winterhawks de Portland. Pour augmenter la fréquentation du public à la patinoire et aussi permettre aux joueurs de mieux se concentrer sur leur étude, plus de 80% des matchs ont lieu entre le jeudi et le dimanche.